# Захарова, Галина (легкоатлетка)
Гали́на Заха́рова (род. 7 сентября 1956) — советская легкоатлетка, специалистка по бегу на средние и длинные дистанции, кроссу и марафону. Выступала за сборную СССР по лёгкой атлетике в 1980-х годах, обладательница серебряной медали чемпионата мира по кроссу, победительница командного зачёта кроссового чемпионата мира, чемпионка СССР по кроссу и бегу на 3000 метров. Представляла Челябинск и спортивное общество «Труд». Мастер спорта СССР международного класса.

## Биография
Галина Захарова родилась 7 сентября 1956 года.
В детстве серьёзно занималась лыжными гонками, тогда как в бег пришла сравнительно поздно в возрасте 22 лет. Проходила подготовку в Челябинске в добровольном спортивном обществе «Труд».
Впервые заявила о себе на всесоюзном уровне в сезоне 1981 года, когда выиграла бронзовые медали на чемпионате СССР по кроссу в Кисловодске в дисциплине 3 км и на чемпионате СССР по марафону в Москве.
На чемпионате СССР 1982 года в Киеве стала бронзовой призёркой в беге на 3000 метров. Попав в состав советской национальной сборной, выступила на чемпионате мира по кроссу в Риме, где заняла 18-е место в личном зачёте, а также вместе с соотечественницами Еленой Сипатовой, Раисой Смехновой и Татьяной Поздняковой одержала победу в командном зачёте.
В сезоне 1983 года показала в беге на 3000 метров результат 8:34,60, что позволило ей занять третью строку мирового рейтинга.
На зимнем чемпионате СССР 1984 года в Москве была лучшей на дистанции 3000 метров, затем выиграла чемпионат СССР по кроссу в Кисловодске в дисциплине 4,4 км и побывала на кроссовом чемпионате мира в Ист-Ратерфорде, откуда привезла награду серебряного достоинства, выигранную в личном зачёте — с небольшим отставанием уступила здесь только румынке Маричике Пуйкэ. Помимо этого, на летнем чемпионате СССР в Донецке победила в беге на 3000 метров, стала серебряной призёркой советского национального чемпионата на дистанциях 1500 и 10 000 метров. Находясь в числе лидеров мирового рейтинга, рассматривалась в качестве кандидатки на участие в летних Олимпийских играх в Лос-Анджелесе, однако Советский Союз вместе с другими странами восточного блока в конечном счёте бойкотировал эти соревнования по политическим причинам.
В 1986 году с результатом 32:15,00 Захарова финишировала шестой в беге на 10 000 метров на Мемориале братьев Знаменских в Ленинграде.
В 1987 году отметилась победой на турнире в Москве в дисциплине 3000 метров.